# Kimi Tsunagi Five M
Kimi Tsunagi Five M  es el primer álbum debut y álbum de estudio de la banda japonesa de rock: Asian Kung-Fu Generation, Lanzado a finales de 2003.
El álbum a pesar de ser el debut del grupo, no tuvo un éxito rotundo como su segundo álbum de estudio, pero fue reconocido por los sencillos "Mirai no Kakera" y "Kimi to Iu Hana" llegando en las posiciones del Oricon n.º 34 y n.º 14 y al igual que la venta del álbum en su lanzamiento vendió más de 250,000 copias al igual llegando en la posición del Oricon el álbum en la posición n.º 5.
Se le considera uno de los álbumes que dieron a la escena underground del rock japonés de la década de 2000 y uno de los álbumes menos apreciados y infravalorados del grupo a pesar de ser su álbum debut.
Las únicas reediciones existentes del álbum son del 2009 y la reciente del 2017, realizados por la misma discográfica japonesa: Ki/oon Music.

## Sonido
El sonido del álbum se le categoriza pop punk, indie rock y rock alternativo, al igual que cuenta con influencias del punk rock, post-hardcore, post-punk revival y del power pop.

## Lista de canciones
Todas las canciones escritas y compuestas por Takahiro Yamada y Masafumi Gotoh a excepción del sencillo "No Name". 
| Kimi Tsunagi Five M |                                                               |          |  |
| N.º                 | Título                                                        | Duración |  |
| 1.                  | «Flashback (Furasshubakku, フラッシュバック)»                 | 01:58    |  |
| 2.                  | «Mirai no Kakera (Piece of The Future, 未来の破片)»           | 04:45    |  |
| 3.                  | «Denpatou (Radio Tower, 電波塔)»                              | 03:31    |  |
| 4.                  | «Understand (Andāsutando, アンダースタンド)»                  | 03:44    |  |
| 5.                  | «Natsu no Hi, Zanzō (After Image of Summer, 夏の日、残像)»    | 04:41    |  |
| 6.                  | «Mugen Glider (Eternal Glider, 無限グライダー)»               | 05:07    |  |
| 7.                  | «Sono Wake o (The Reason Why, その訳を)»                      | 04:36    |  |
| 8.                  | «N.G.S»                                                       | 02:54    |  |
| 9.                  | «Jihei Tansaku ((Search Within) Social Withdrawal, 自閉探索)» | 03:28    |  |
| 10.                 | «E»                                                           | 04:12    |  |
| 11.                 | «Kimi to Iu Hana (A Flower Named You, 君という花)»            | 06:10    |  |
| 12.                 | «No Name (Nōnēmu, ノーネーム)»                                | 05:00    |  |
| 50:06               |                                                               |          |  |

## Personal
Todas las composiciones fueron realizados por todos los miembros del grupo, pero todos los sencillos fueron compuestos por Masafumi Gotoh y Takahiro Yamada. El propio grupo se encargó de hacer la producción del álbum.
- Masafumi Gotō - vocal, guitarra
- Kensuke Kita - guitarra, vocal de apoyo
- Takahiro Yamada - bajo, vocal de apoyo
- Kiyoshi Ijichi - batería

### Personal adicional
- Tohru Takayama - mezclas
- Mitsuharu Harada - masterización
- Kenichi Nakamura - grabación
- Yusuke Nakamura - dirección de arte